# Cayetano Cornet
Pour les articles homonymes, voir Cornet.
Cayetano Cornet Pamies, né le 22 août 1963 à Reus, est un athlète espagnol spécialiste du 400 mètres. Il obtient ses meilleurs résultats en salle.

## Carrière

### Palmarès
| Date | Compétition                    | Lieu      | Résultat | Épreuve   | Performance   |
| ---- | ------------------------------ | --------- | -------- | --------- | ------------- |
| 1986 | Championnats ibéro-américains  | La Havane | 3e       | 400 m     | 47 s 03       |
| 1986 | Championnats ibéro-américains  | La Havane | 1er      | 4 × 400 m | 3 min 08 s 54 |
| 1987 | Jeux méditerranéens            | Lattaquié | 2e       | 4 × 400 m | 3 min 07 s 48 |
| 1989 | Championnats d'Europe en salle | La Haye   | 1er      | 400 m     | 46 s 21       |
| 1989 | Championnats du monde en salle | Budapest  | 3e       | 400 m     | 46 s 40       |
| 1989 | Coupe du monde des nations     | Barcelone | 6e       | 400 m     | 45 s 61       |
| 1990 | Championnats d'Europe en salle | Glasgow   | 3e       | 400 m     | 46 s 91       |
| 1990 | Championnats d'Europe          | Split     | 4e       | 400 m     | 45 s 30       |
| 1991 | Championnats du monde en salle | Séville   | 3e       | 400 m     | 46 s 52       |

### Records
| Épreuve    | Épreuve      | Performance | Lieu      | Date         |
| ---------- | ------------ | ----------- | --------- | ------------ |
| 400 mètres | En plein air | 44 s 96     | Barcelone | 12 août 1989 |
| 400 mètres | En salle     | 46 s 00     | Glasgow   | 3 mars 1990  |